# André Costa
André Costa (22 de maio de 1968) é um diplomata, professor e político brasileiro. Foi deputado federal pelo PDT de 2004 a 2007.
Como diplomata, foi Cônsul do Brasil em Caiena, Guiana francesa, Barcelona e Copenhague. Também serviu na Embaixadas do Brasil em Kiev (Ucrânia) e em Bogotá, e assumiu a Encarregatura de Negócios da Embaixada do Brasil em El Salvador e em Harare, Zimbábue. Ao assumir seu mandato, em 2004, foi eleito Vice-presidente da Comissão de Relações Exteriores e Defesa Nacional da Câmara. Foi candidato à deputado federal nas eleições de 2010.

## Carreira diplomática
Concluiu seus estudos no Instituto Rio Branco em 1995. No mesmo ano, tornou-se Sub-Chefe da Divisão da África no Ministério das Relações Exteriores, em Brasília. Em 1997, foi transferido para o Rio de Janeiro, tornando-se Chefe de Gabinete do Escritório de Representação do MRE, ali permanecendo até 1999. Na ocasião, passou a ocupar o cargo de Vice-Cônsul do Brasil em Barcelona, Espanha. Em 2003, tornou-se Cônsul do Brasil em Caiena, na Guiana Francesa. Em 2004, foi enviado para a Ucrânia para atuar como Diplomata da Embaixada do Brasil em Kiev. Retornou ao Brasil no fim daquele ano para assumir mandato de deputado federal. Desde 2005, contudo, André Costa é vice-presidente da Associação dos Diplomatas do Brasil.
Como diplomata, foi Cônsul do Brasil em Caiena, Guiana francesa, Barcelona e Copenhague, onde participou ativamente das negociações da conferência do clima COP15 e da candidatura do Rio de Janeiro para as olimpíadas de 2016. Também serviu na Embaixadas do Brasil em Kiev (Ucrânia) e em Bogotá,  e assumiu a Encarregatura de Negócios da Embaixada do Brasil em El Salvador e em Harare, Zimbábue.

## Militância política
Foi na Universidade Federal Fluminense, onde cursava Direito, que André Costa iniciou-se na política, através do movimento estudantil. Contudo, foi apenas em 1995, após concluir o curso de Relações Internacionais no Instituto Rio Branco, que iniciou-se na política partidária, filiando-se ao Partido dos Trabalhadores. Foi candidato a deputado federal nas eleições de 1998 (culminando como quarto suplente do PT) e de 2002 (ocupando o posto de primeiro suplente do PT). Após as eleições de 2004, quando o deputado Lindbergh Farias tornou-se prefeito de Nova Iguaçu, foi efetivado no Congresso Nacional do Brasil.
Questionando os rumos do seu partido desde que assumiu o mandato, decidiu se desligar da legenda em julho de 2005, migrando para o PDT um mês após esta decisão. A decisão aconteceu em meio a um processo de ruptura política que levou outros líderes políticos do PT a deixarem o partido mais tarde. Os principais questionamentos dessas lideranças eram a política econômica dirigida pelo governo petista liderado por Luiz Inácio Lula da Silva e o envolvimento do partido no escândalo do mensalão.

## Atuação parlamentar
Ao assumir seu mandato, em 2004, foi eleito Vice-presidente da Comissão de Relações Exteriores e Defesa Nacional da Câmara, onde lutou pela viabilização do acordo espacial entre Brasil e Ucrânia (de grande aporte em ciência e tecnologia para o nosso país); pela defesa de nossa soberania; e pelos direitos dos cidadãos brasileiros residentes no exterior. Membro atuante da CPMI da Emigração Ilegal, apresentou relatório sobre o tráfico internacional de mulheres e adolescentes brasileiras para fins de exploração sexual, além de medidas para sua prevenção.

### Voto de desconfiança
É autor da PEC (Proposta de Emenda à Constituição) 540/2006, que institui o "Voto de Desconfiança" no Brasil. Originado no sistema parlamentarista, este instrumento é uma forma de a população garantir maior controle sobre os mandatos de seus governantes. Através dele, é possível destituir prefeitos, governadores e presidentes através de um referendo popular, em casos de inoperância, omissão, corrupção ou traição ao seu programa de governo.

### Metrô linha 3
Uma das grandes lutas de André Costa é para a construção da linha 3 do metrô, ligando Itaboraí ao centro do Rio de Janeiro. Estudos mostram que o funcionamento deste meio de transporte beneficiará mais de três milhões de pessoas que hoje sofrem com engarrafamentos e serviços de má qualidade.
A linha 3 já está aprovada e licitada, falta apenas vontade política para realizar essa obra, que além de extremamente útil para a população, é viável e lucrativa para os investidores.

### Instituto Nacional dos Museus
Projeto de lei de sua autoria, aprovado recentemente, institui o ano de 2006 como o Ano Nacional dos Museus e cria, em paralelo, o Instituto Nacional dos Museus, que funcionará a partir de janeiro de 2007 com a função de fiscalizar, regulamentar e incentivar a preservação do patrimônio cultural destas instituições.

### Outros projetos destacados
Alguns outros projetos de sua autoria:
- Projeto de Lei 6957/2006 - Isenta do pagamento de contribuição previdenciária os aposentados e pensionistas portadores de AIDS, doenças profissionais, doença de Parkinson, doença de Paget, fibrose cística, alienação mental, esclerose múltipla, cegueira, hanseníase.
- Proposta de Emenda à Constituição 475/2005 - Permite que Estados, Distrito Federal e Municípios possam promover atos e celebrar acordos ou convênios com entes subnacionais estrangeiros.